# Biljana Topić
Biljana Mitrović-Topić, cyr. Биљана Топић (ur. 17 października 1977 w Šabacu) – serbska lekkoatletka, specjalizująca się w trójskoku.

## Życiorys
Sportową karierę zaczynała od biegów sprinterskich, w których startowała m.in. na mistrzostwach świata juniorów w Sydney w 1996. Po 2001 roku skupiła się na występach w trójskoku. W 2008 nie udało jej się awansować do finału halowych mistrzostw świata oraz igrzysk olimpijskich. Czwarta zawodniczka halowych mistrzostw Europy oraz mistrzostw świata w 2009. Z powodu kontuzji nie startowała w sezonie letnim 2010. Wielokrotnie stawała na podium mistrzostw krajów bałkańskich, mistrzostw Serbii oraz czempionatu Jugosławii w różnych konkurencjach. Uczestniczka zawodów pucharu Europy.
Rekordy życiowe: stadion – 14,56 (13 września 2009, Saloniki); hala – 14,37 (8 marca 2009, Turyn). Rezultaty zawodniczki są aktualnymi rekordami Serbii. Topić, razem z koleżankami z reprezentacji jest także rekordzistką kraju w sztafecie 4 x 100 metrów – 44,68 (8 lipca 2000, Bańska Bystrzyca).
Jej mężem jest Dragutin Topić (mistrz Europy w skoku wzwyż z 1990), a córką – Angelina Topić (brązowa medalistka mistrzostw Europy w skoku wzwyż z 2022).

## Osiągnięcia
| Rok  | Impreza                             | Miejsce   | Konkurencja        | Lokata            | Wynik   |
| ---- | ----------------------------------- | --------- | ------------------ | ----------------- | ------- |
| 1996 | Mistrzostwa świata juniorów         | Sydney    | bieg na 200 m      | ćwierćfinał       | 24,72   |
| 1996 | Mistrzostwa świata juniorów         | Sydney    | sztafeta 4 × 400 m | eliminacje        | 3:44,34 |
| 2000 | Igrzyska olimpijskie                | Sydney    | sztafeta 4 x 100 m | el. – 21. miejsce | 45,02   |
| 2002 | Mistrzostwa Europy                  | Monachium | trójskok           | el. – 5. miejsce  | 13,78   |
| 2003 | I liga pucharu Europy               | Velenje   | trójskok           | 5. miejsce        | 12,94   |
| 2004 | II liga pucharu Europy              | Nowy Sad  | trójskok           | 4. miejsce        | 12,48   |
| 2007 | I liga pucharu Europy               | Mediolan  | trójskok           | 4. miejsce        | 13,42   |
| 2008 | Halowe mistrzostwa świata           | Walencja  | trójskok           | el. – 12. miejsce | 13,97   |
| 2008 | I liga pucharu Europy               | Stambuł   | trójskok           | 3. miejsce        | 14,18   |
| 2008 | Igrzyska olimpijskie                | Pekin     | trójskok           | el. – 13. miejsce | 14,14   |
| 2009 | Halowe mistrzostwa Europy           | Turyn     | trójskok           | 4. miejsce        | 14,37   |
| 2009 | Mistrzostwa świata                  | Berlin    | trójskok           | 4. miejsce        | 14,52   |
| 2009 | Światowy finał lekkoatletyczny IAAF | Saloniki  | trójskok           | 2. miejsce        | 14,56   |
| 2011 | Halowe mistrzostwa Europy           | Paryż     | trójskok           | el. – 10. miejsce | 13,93   |
| 2012 | Igrzyska olimpijskie                | Londyn    | trójskok           | el. – 25. miejsce | 13,66   |